# ديانا أنتونوفا
ديانا أنتونوفا هي لاعبة كرة الماء روسية، ولدت في 1993.

## وصلات خارجية
- ديانا أنتونوفا على موقع الاتحاد الدولي للسباحة (الإنجليزية)
- ديانا أنتونوفا على موقع أوليمبيديا (الإنجليزية)